# 4-甲氧基-1,2-苯二甲腈
4-甲氧基-1,2-苯二甲腈是一种有机化合物，化学式为C9H6N2O。它可由4-硝基-1,2-苯二甲腈在碳酸钾存在下和甲醇在二甲基甲酰胺中反应得到。它在二甲基丁基羟乙基乙酸铵中于100 °C反应，可以得到四甲氧基酞菁，金属盐存在时，得到相应的配合物。